# Provincia de Valencia
Valencia (en valenciano: València) es una provincia del este de España, situada en el centro de la Comunidad Valenciana. La capital provincial es Valencia. Tiene una extensión de 10 763 km² y una población de 2 710 808 habitantes (INE 2024) con 266 municipios, siendo así la tercera provincia más poblada de España.
Limita con el mar Mediterráneo al este y con las provincias de Castellón y Teruel al norte, Cuenca y Albacete al oeste y Alicante al sur.
En 2024, el 60,3 % de los habitantes de la provincia (1 635 669) vivía en el área metropolitana de la capital. Aparte de Valencia ciudad, otros municipios destacados son Torrente, Gandía, Paterna, Sagunto, Alcira, Onteniente, Játiva, Sueca, Liria, Requena y Buñol. 
Le corresponden 16 escaños en el Congreso de los Diputados y 40 en las Cortes Valencianas.

## Historia
Si bien desde principios del siglo XIX se habían producido algunos proyectos en la misma dirección, como en la Constitución española de 1812, la provincia de Valencia como entidad administrativa estable no surge sino con la división territorial de España en 1833, permaneciendo desde entonces hasta la actualidad con algunos cambios con las provincias limítrofes. La Diputación Provincial de Valencia, si bien parte del articulado la Constitución de 1812, es tras la división territorial de 1833 cuando toma forma.
Tras el Estatuto de Autonomía valenciano de 1982, la provincia quedó integrada en la Comunidad Valenciana.
Mediante la Ley Orgánica 15/1995, la población de Gátova, que antes pertenecía a la provincia de Castellón, pasó a integrarse a la de Valencia.
El 29 de octubre de 2024, una DANA causó graves daños en la provincia de Valencia y otras zonas próximas, causando más de doscientas víctimas mortales.

## Geografía

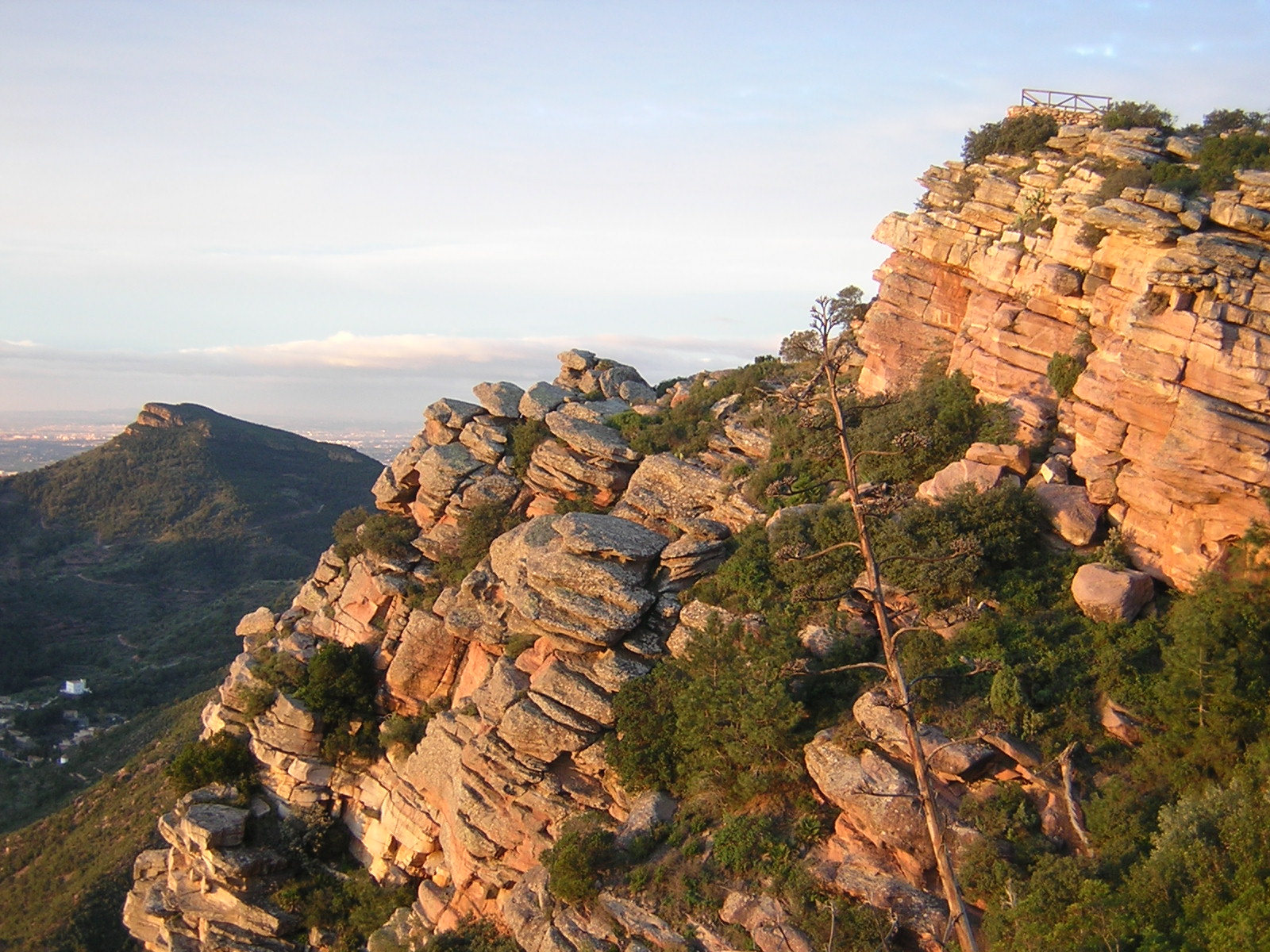
Sierra Calderona

### Orografía
La provincia de Valencia, como el resto de la región, tiene un interior muy montañoso donde confluyen la cordillera Ibérica de norte a sur, y las últimas estribaciones de la Bética de oeste a este. Este interior montañoso cuenta con profundos y escarpados valles, formados por los principales ríos que la atraviesan. La llanura de Valencia supone la segunda mayor llanura costera del país. Se encuentra aproximadamente entre las comarcas bajas del bajo Júcar y el Turia. En el interior también existe la peculiaridad de una meseta, el Altiplano de Requena-Utiel, que cuenta con una altura media de 750 m de altura. 
Algunas de las montañas más importantes son:
- Cerro Calderón, 1837 m s. n. m.
- Cruz de los Tres Reinos, 1555 m s. n. m.
- Sierra del Caroche, 1126 m s. n. m.
- Sierra del Benicadell, 1104 m s. n. m.
- Sierra Calderona, 1015 m s. n. m.
- Sierra de Martés, 1085 m s. n. m.
- Sierra del Negrete, 1306 m s. n. m.
- Sierra de Enguera, 1056 m s. n. m.
- Sierra de Mondúver, 841 m s. n. m.

### Hidrografía
Ríos

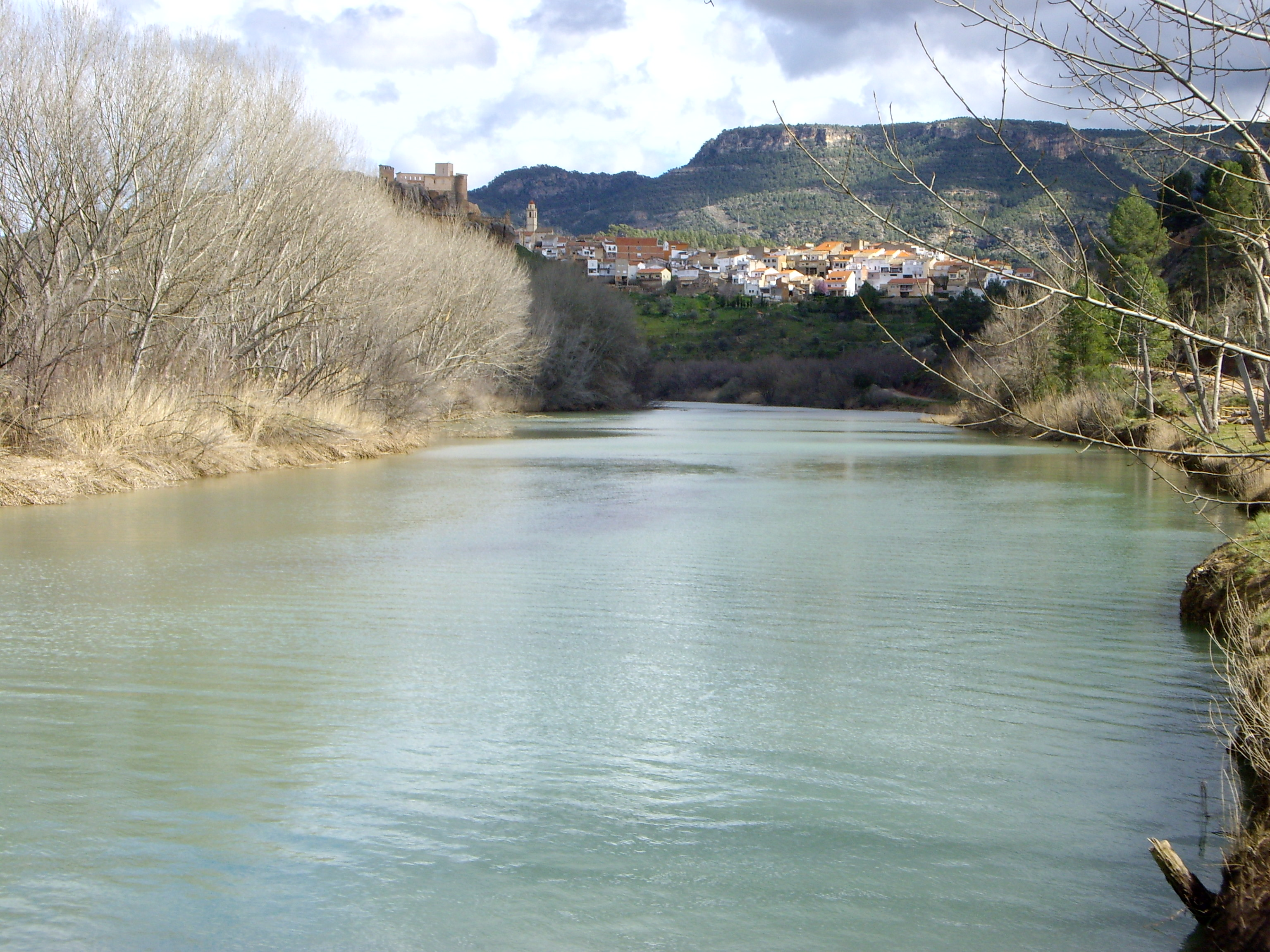
Río Cabriel, cerca de Cofrentes

La provincia está atravesada por dos grandes ríos y sus afluentes, que forman los dos grandes valles de la zona. También existen otros ríos de menor recorrido, algunos de ellos autóctonos. Todos ellos se encuentran en una disposición oeste-este.
- Río Júcar: Es el segundo mayor río de la vertiente mediterránea española. La mitad de su recorrido en la provincia lo hace encajonado en profundos valles y cañones entre montañas. La otra mitad, lo hace en una fértil llanura, conocida como La Ribera. Discurre junto algunas poblaciones como Alberique, Alcira o Sueca, antes de llegar a su desembocadura en Cullera. Recibe las aportaciones de dos grandes ríos, el Cabriel, que se junta con el Júcar en Cofrentes, y el Magro, que hace lo propio en Algemesí. Hay otros afluentes más, como el Zarra, en Jalance, y el río Albaida a la altura de Villanueva de Castellón.

- Río Turia: Es otro de los grandes ríos mediterráneos. Tras atravesar el Rincón de Ademuz, cruza toda la comarca montañosa de Los Serranos, antes de penetrar en la Huerta de Valencia. Tiene su desembocadura natural atravesando la ciudad de Valencia, pero su cauce fue desviado en la década de 1960 hacia el sur de la ciudad, debido a unas graves inundaciones en 1957.

- Río Palancia: Es un río castellonense cuyo tramo final discurre por la provincia de Valencia, teniendo su desembocadura en Sagunto.

- Río Serpis: Es un río alicantino cuyo tramo final discurre también por Valencia, teniendo su desembocadura en Gandía.

Ramblas
- Rambla del Poyo La rambla del Poyo o barranco del Poyo, también llamado barranco de Chiva, Torrente o Catarroja, es un torrente o curso de agua estacional cuya cuenca se encuentra entre la de los ríos Turia y Júcar y la del barranco de Picasent y tiene una extensión de 479 kilómetros cuadrados y una longitud de 43,5 km. La rambla del Poyo fue uno de los cauces que se desbordaron causando grandes daños, el 29 de octubre de 2024 en el contexto de las lluvias torrenciales por gota fría o DANA de 2024 en España que se produjo en la provincia de Valencia, al sur de la capital. La estación de medición de la Confederación Hidrográfica del Júcar situada en la localidad de Loriguilla llegó a registrar un caudal de 2283 m³/s de agua a las 18.55 horas. Ese caudal era cuatro veces el caudal normal del río Ebro, cuando habitualmente el caudal en ese punto suele ser nulo.[2]

Embalses

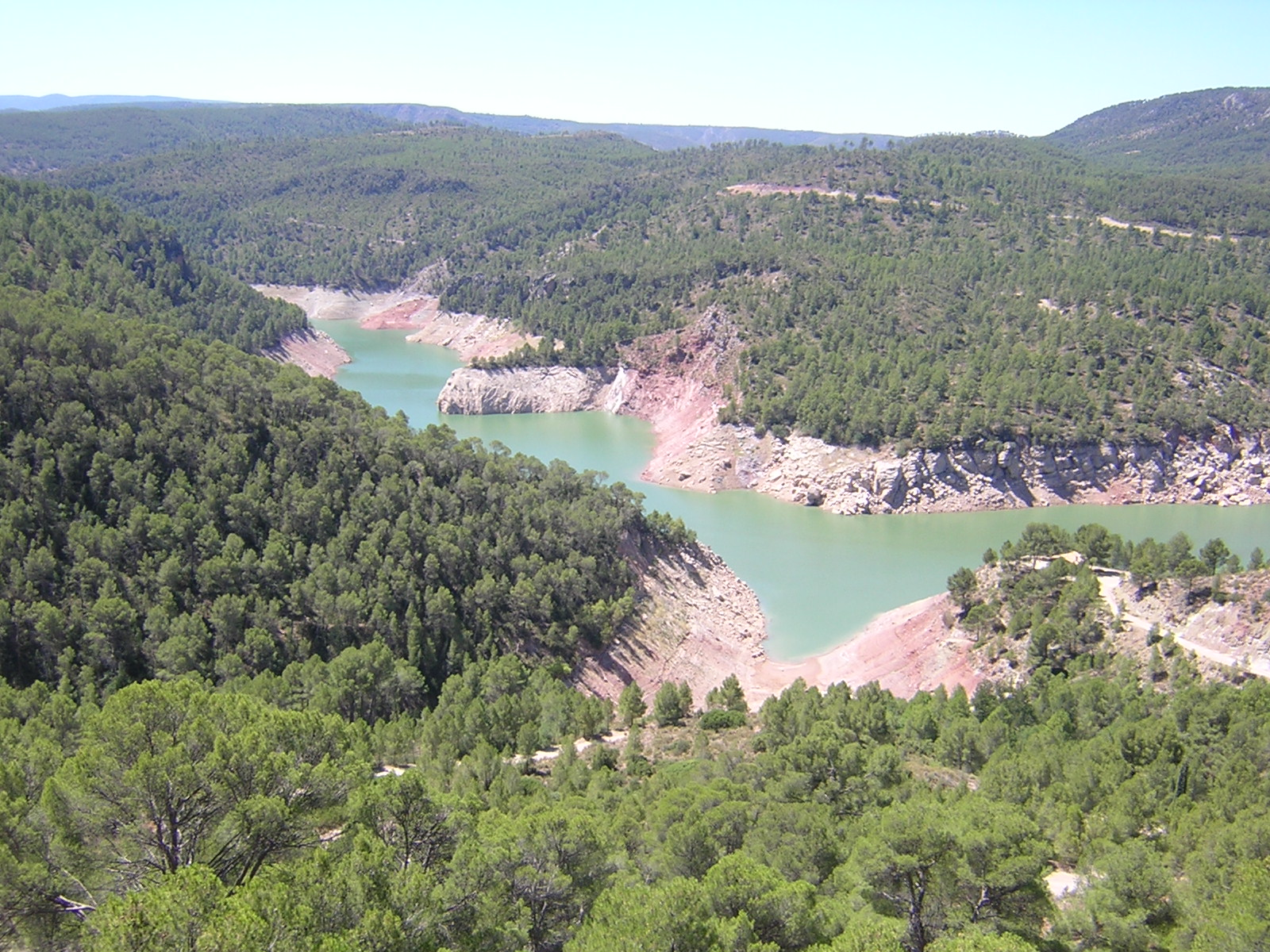
Embalse de Benagéber

Los ríos de la provincia dan lugar a la construcción de varios embalses en las zonas montañosas.
- Embalse de Contreras
- Embalse de Tous
- Embalse de Embarcaderos
- Embalse de Benagéber
- Embalse de Loriguilla
- Embalse de Cortes-La Muela
- Embalse de El Naranjero
- Embalse de Forata
- Embalse de Bellús

Lagos
- Albufera de Valencia
- Albufera de Anna

## Población

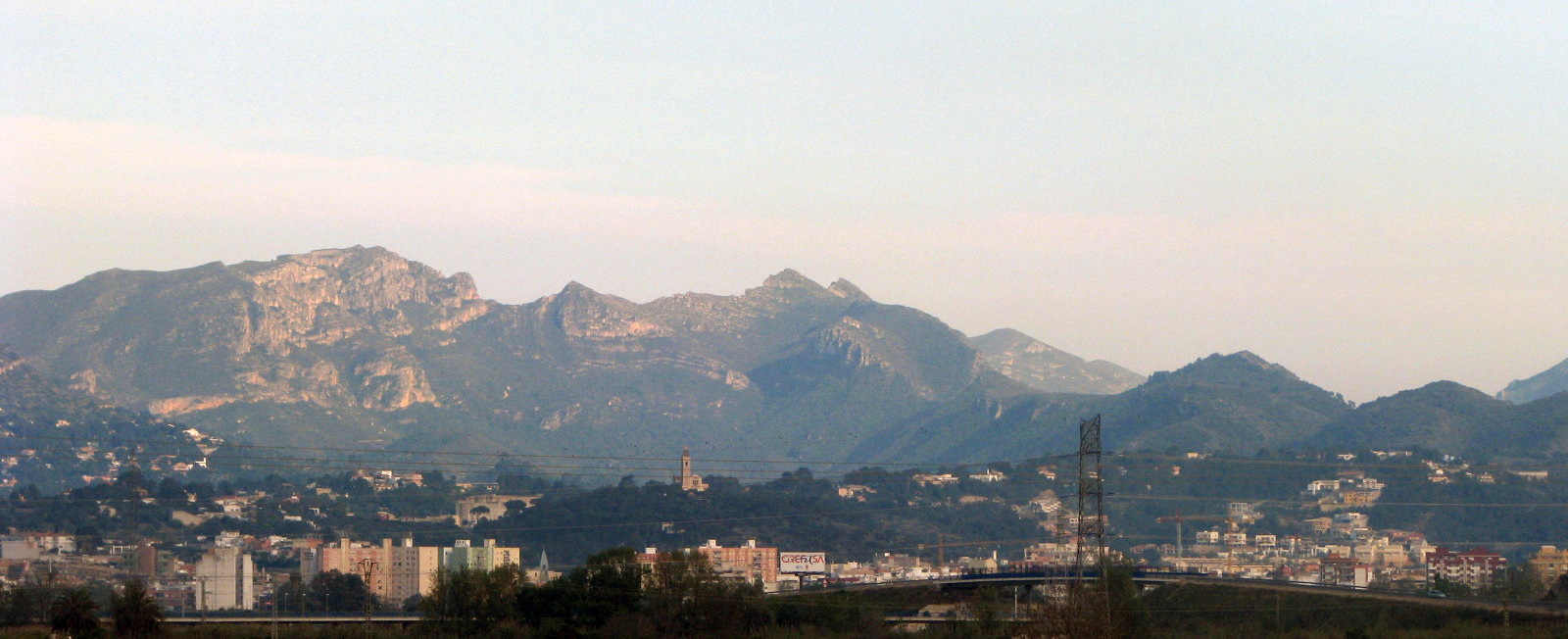
Panorámica de Alcira

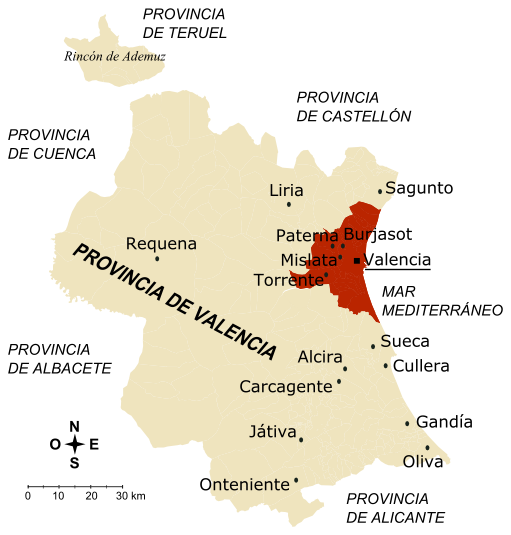
Principales localidades de la provincia. El área metropolitana de Valencia está pintada en marrón

Entre los censos de 1857 y 1910, la provincia de Valencia era la segunda más poblada de España, tras la de Barcelona; desde 1920, en que fue superada por Madrid, ha sido ininterrumpidamente la tercera provincia de España por población. Según el censo INE 2024, cuenta con 2 710 808 habitantes, lo que representa un 5,58 % del total nacional.
El 13,2 % de la población censada en la provincia es de nacionalidad extranjera, porcentaje similar a la media nacional (12,7 %). El 41,5 % de los extranjeros procede de otros países de Europa (fundamentalmente rumanos, italianos y ucranianos), el 32,7 % es originario de Iberoamérica (principalmente de Colombia, Venezuela y Honduras), y un 13,9 % proviene del continente africano (principalmente de Marruecos).
| Población  | 606 129   | 730 916   | 806 547   | 886 467   | 933 681   | 1 042 978 | 1 269 373 | 1 344 365 |
| Porcentaje | 3,92 %    | 4,16 %    | 4,33 %    | 4,42 %    | 4,33 %    | 4,40 %    | 4,83 %    | 4,79 %    |
|            | 1960      | 1970      | 1981      | 1991      | 2001      | 2011      | 2021      |           |
| Población  | 1 438 043 | 1 769 552 | 2 065 704 | 2 117 927 | 2 216 285 | 2 563 342 | 2 593 243 |           |
| Porcentaje | 4,67 %    | 5,20 %    | 5,48 %    | 5,43 %    | 5,47 %    | 5,48 %    | 5,47 %    |           |

| N.º  | Municipio       | Comarca            | Población |
| ---- | --------------- | ------------------ | --------- |
| 1.ª  | Valencia        | Valencia           | 794 288   |
| 2.ª  | Torrente        | Huerta Sur         | 82 208    |
| 3.ª  | Gandía          | Safor              | 74 562    |
| 4.ª  | Paterna         | Huerta Norte       | 70 195    |
| 5.ª  | Sagunto         | Campo de Murviedro | 66 140    |
| 6.ª  | Alcira          | Ribera Alta        | 44 352    |
| 7.ª  | Mislata         | Huerta Sur         | 43 691    |
| 8.ª  | Burjasot        | Huerta Norte       | 38 024    |
| 9.ª  | Onteniente      | Valle de Albaida   | 35 347    |
| 10.ª | Aldaya          | Huerta Sur         | 31 864    |
| 11.ª | Manises         | Huerta Sur         | 30 919    |
| 12.ª | Chirivella      | Huerta Sur         | 29 623    |
| 13.ª | Alacuás         | Huerta Sur         | 29 561    |
| 14.ª | Játiva          | La Costera         | 29 231    |
| 15.ª | Catarroja       | Huerta Sur         | 28 120    |
| 16.ª | Sueca           | Ribera Baja        | 27 479    |
| 17.ª | Algemesí        | Ribera Alta        | 27 331    |
| 18.ª | Paiporta        | Huerta Sur         | 26 088    |
| 19.ª | Oliva           | Safor              | 25 101    |
| 20.ª | Cuart de Poblet | Huerta Sur         | 24 760    |

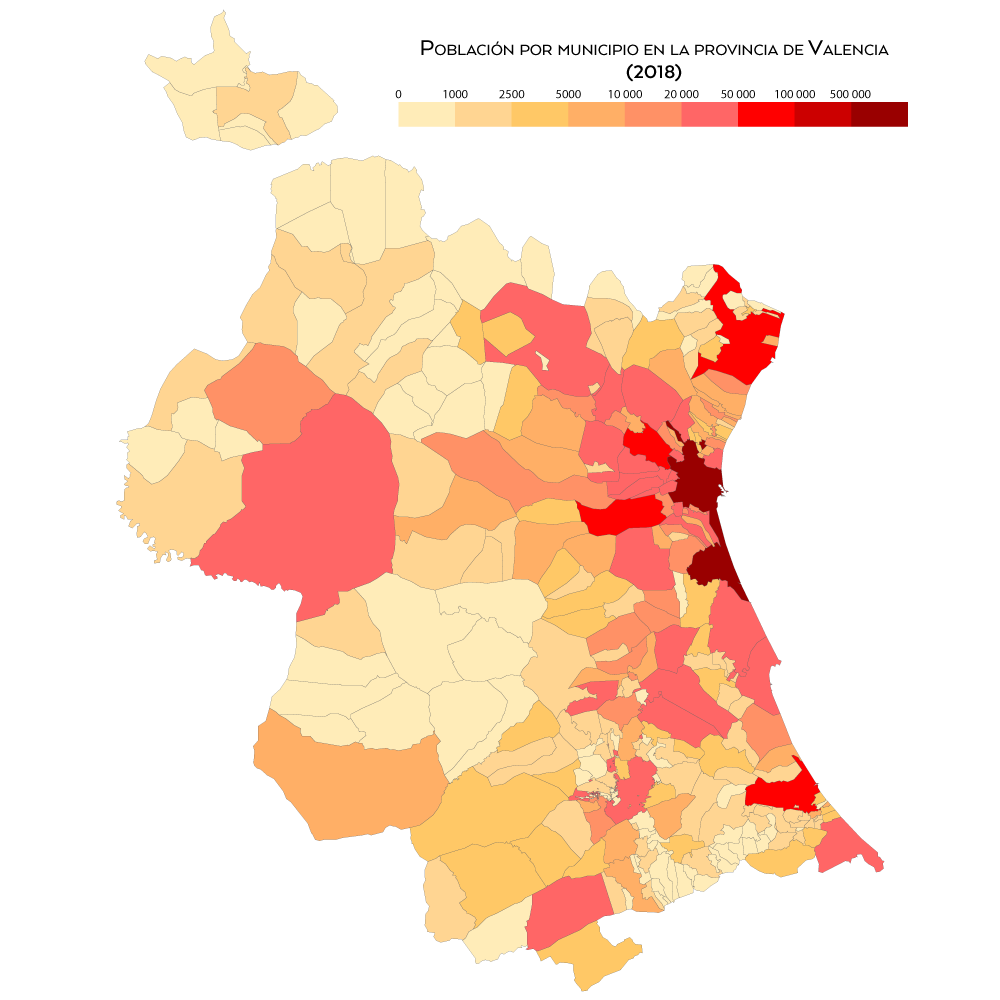
Población por municipio (2018)
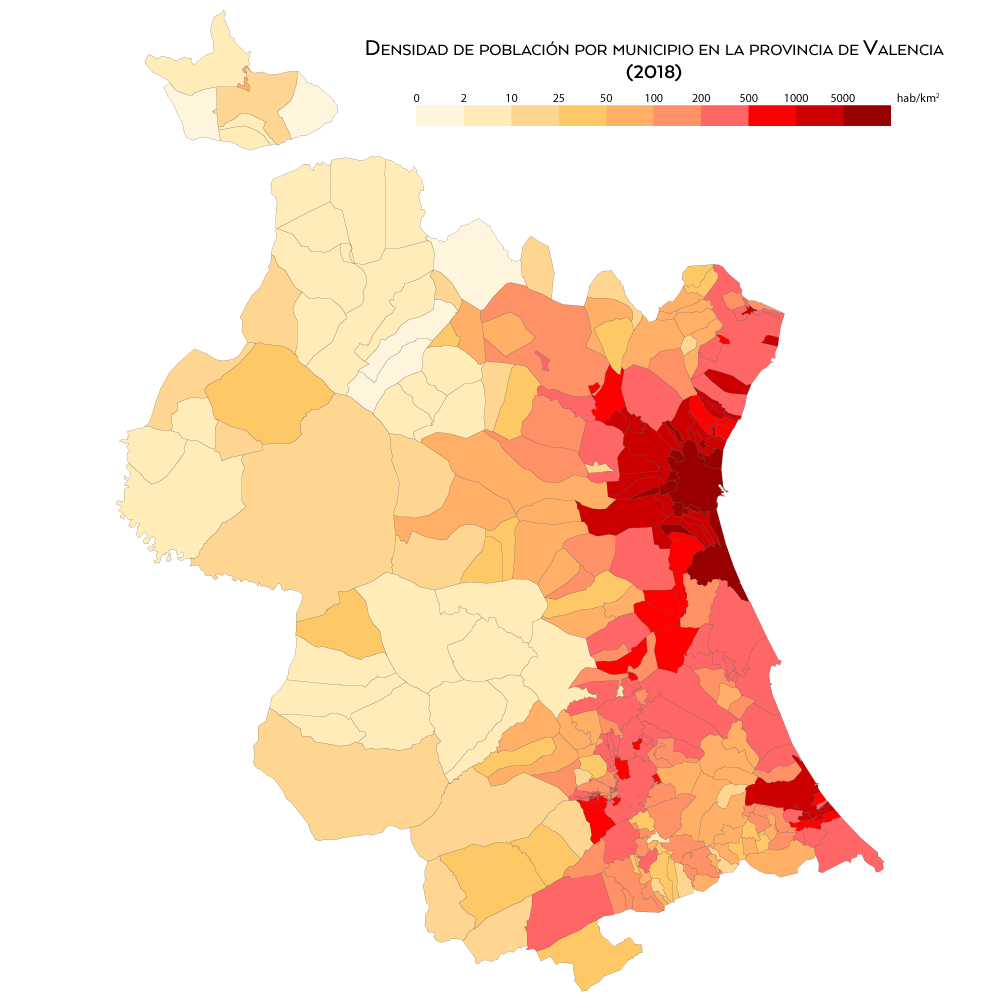
Densidad de población por municipio (2018)
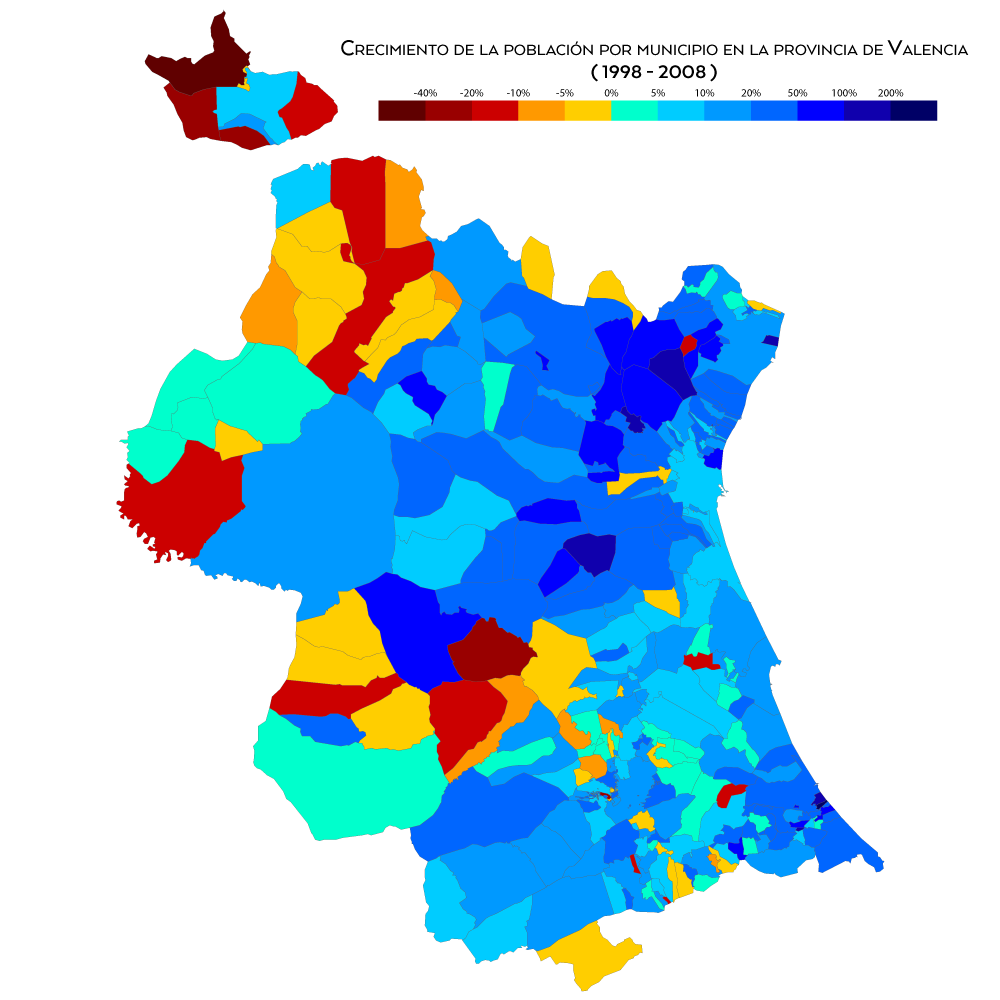
Crecimiento de la población por municipio (1998-2008)
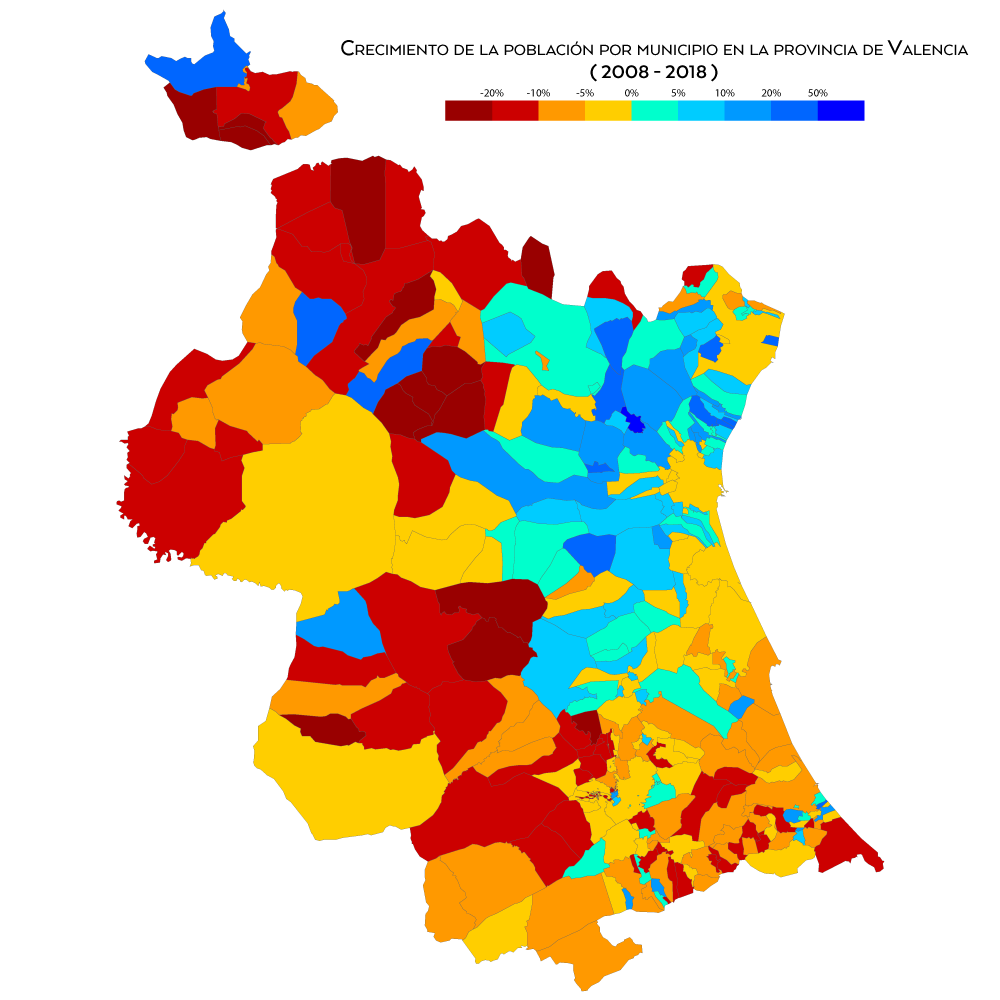
Crecimiento de población por municipio (2008-2018)

## Comarcas
La provincia de Valencia se divide en 266 municipios, agrupados en 17 comarcas. A continuación, se muestran estas con sus respectivos datos de población, superficie y densidad de población actualizados a 2019 y se indica la capital de cada una de ellas:
| Comarca                  | Comarca                   | Población | Extensión | Densidad | Capital    |
| Castellano               | Valenciano                | Población | Extensión | Densidad | Capital    |
| ------------------------ | ------------------------- | --------- | --------- | -------- | ---------- |
| Campo de Turia           | El Camp de Túria          | 162 991   | 823,35    | 197,96   | Liria      |
| Campo de Murviedro       | El Camp de Morvedre       | 91 662    | 271,22    | 337,96   | Sagunto    |
| Canal de Navarrés        | La Canal de Navarrés      | 15 687    | 709,29    | 22,12    | Enguera    |
| Costera                  | La Costera                | 71 522    | 548,15    | 130,48   | Játiva     |
| Hoya de Buñol            | La Foia de Bunyol         | 42 598    | 817,93    | 52,08    | Chiva      |
| Huerta Norte             | L'Horta Nord              | 228 424   | 140,44    | 1626,49  | Puzol      |
| Huerta Oeste             | L'Horta Oest              | 354 334   | 187,60    | 1888,77  | Torrente   |
| Huerta Sur               | L'Horta Sud               | 178 118   | 166,16    | 1071,97  | Catarroja  |
| Plana de Utiel-Requena   | La Plana d'Utiel-Requena  | 37 753    | 1725,89   | 21,87    | Requena    |
| Rincón de Ademuz         | El Racó d'Ademús          | 2266      | 370,10    | 6,12     | Ademuz     |
| Ribera Alta              | La Ribera Alta            | 220 366   | 970,01    | 227,18   | Alcira     |
| Ribera Baja              | La Ribera Baixa           | 79 869    | 276,84    | 288,50   | Sueca      |
| Safor                    | La Safor                  | 171 903   | 429,62    | 400,13   | Gandía     |
| Los Serranos             | Els Serrans               | 16 159    | 1405,30   | 11,50    | Chelva     |
| Valencia                 | València                  | 794 288   | 134,65    | 5898,91  | Valencia   |
| Valle de Albaida         | La Vall d'Albaida         | 87 349    | 724,07    | 120,64   | Onteniente |
| Valle de Cofrentes-Ayora | La Vall de Cofrents-Aiora | 9835      | 1141,20   | 8,62     | Ayora      |
| Total                    | Total                     | 2 565 124 | 10 841,82 | 236,59   |            |

La provincia de Valencia es la 21.ª de España en que existe un mayor porcentaje de habitantes concentrados en su capital (31,57 %, frente a 31,96 % del conjunto de España).

## Servicios

### Educación
En toda la provincia existen más de 1800 centros educativos entre colegios, escuelas infantiles, escuelas de música, educación de adultos, etc. La mayoría de ellos, 1286 centros, están dedicados a la educación oficial de infantil, primaria y secundaria, se trata colegios, escuelas infantiles e institutos.
Respecto a la titularidad de los mismos, nos encontramos con 552 centros privados y 764 centros públicos. Destaca la gran cantidad de centros privados extranjeros, con un total de 12 en toda la provincia.

### Transportes
La provincia de Valencia cuenta con diversos medios de transporte adaptados a la movilidad de la población.
Los municipios del área metropolitana de Valencia cuentan con estaciones de Metrovalencia o Cercanías Renfe. No obstante, en la provincia existe una falta de transporte eficaz y confortable que hace que sea una de las provincias donde más utilizado está el uso del transporte privado.[cita requerida]
Metrovalencia es la tercera red de metro más larga de España, superada por Metro de Madrid y Metro de Barcelona y la cuarta en número de viajeros (60 millones en 2015). Hace la función de metro en la ciudad y de cercanías en el área metropolitana (Alboraya, Paterna, Torrente, Mislata, Manises...) con 137 estaciones en unos 157 km de longitud.
En julio de 2016 consta de 9 líneas repartidas en 6 de metro o ferrocarril suburbano y 3 de tranvía. Muchas de estas líneas comparten kilómetros de trazados con otras. 
- L1: Bétera - Villanueva de Castellón
- L2: Llíria - Torrent Avinguda
- L3: Aeropuerto - Rafelbuñol
- L4: Mas del Rosari - Doctor Lluch (tranvía)
- L5: Aeropuerto - Marítim Serrería
- L6: Tossal del Rei - Marítim Serrería (tranvía)
- L7: Torrent Avinguda - Marítim Serrería
- L8: Marítim Serrería - Marina Reial Joan Carles I (tranvía)
- L9: Ribarroja de Túria - Alboraya
- L10: Alicante - Natzaret

La red de Cercanías Renfe está constituida por 6 líneas (C-1, C-2, C-3, C-4, C-5, C-6), todas ellas con cabecera en Valencia-Norte, siendo esta una estación con carácter terminal, siendo en un futuro próximo una estación pasante de las líneas C-1 y C-2.
- C-1: Valencia a Gandía, con parada en municipios como Alfafar-Benetúser, Catarroja, Silla, Sueca o Cullera.
- C-2: Valencia a Mogente, con parada en municipios como Catarroja, Silla, Algemesí, Carcagente, Alcira o Játiva.
- C-3: Valencia a Utiel, con parada en municipios como Chirivella, Aldaya, Chiva o Requena.
- C-4: Valencia a Chirivella, siendo gran parte de la línea absorbida por la L5 de MetroValencia.
- C-5: Valencia a Caudiel, con paradas en municipios como Puzol, Sagunto o Segorbe.
- C-6: Valencia a Vinaroz, con paradas en municipios como Sagunto, Burriana, Villarreal, Castellón o Benicarló.

Hay servicios de media distancia y estaciones que ejercen su función (Játiva, Sagunto, Requena, Alcira) por toda la provincia.
Existen redes de autobuses interurbanos por toda la provincia que conectan los pueblos de la primera y segunda corona metropolitana con la estación de autobuses de Valencia.

## Cultura

### Gastronomía
La cocina valenciana posee entre su ingrediente principal es arroz (en la variedad arroz bomba). Los platos de arroz se denominan arroces de forma genérica. Entre los arroces secos se encuentra la paella valenciana. Destacan también algunas frutas, como la naranja o el melón, y la horchata, bebida refrescante elaborada con chufa de Alboraya.